# Rivolta di Trunajaya
La rivolta di Trunajaya (in malese: Pemberontakan Trunajaya) fu una rivolta contro il dominio olandese a Giava (attuale Indonesia) che si ebbe tra il 1674 ed il 1680. La guerra venne scatenata dalla rivolta del principe di Madura, Trunajaya e da alcuni guerrieri macassari contro il sultanato di Mataram ed i suoi alleati della Compagnia olandese delle Indie orientali.
La ribellione inizialmente ebbe successo: i ribelli sconfissero l'esercito regio a Gegodog (1676), catturando gran parte della costa settentrionale di Giava, e catturando la capitale dei Mataram, Plered (1677). Re Amangkurat I morì durante la ritirata della corte. Suo figlio e successore, Amangkurat II, richiese ufficialmente l'aiuto degli uomini della Compagnia olandese delle Indie orientali in cambio di una remunerazione finanziaria e ad alcune concessioni. Il coinvolgimento degli olandesi nel conflitto rivoluzionò le sorti della guerra. Le forze olandesi e mataram espulsero Trunajaya da Surabaya, riprendendo i territori perduti e razziando la nuova capitale di Kediri (1678). Ad ogni modo, la ribellione continuò sino alla cattura di Trunajaya alla fine del 1679, ed alla sconfitta vivi o morti degli altri capi ribelli (1679–1680). Trunajaya venne giustiziato personalmente da Amangkurat II nel 1680 mentre era tenuto prigioniero dagli olandesi.
Dopo la morte di suo padre nel 1677, Amangkurat II aveva dovuto inoltre fronteggiare dei suoi rivali al trono ed in particolare suo fratello Pangeran Puger, che aveva preso possesso della capitale Plered nel 1677 e non si arrese sino al 1681.

## Antefatto

Mappa di Java che illustra l'espansione del sultanato di Mataram appena prima dell'ascesa al trono di Amangkurat I nel 1646.

Amangkurat I ottenne il trono di Mataram nel 1646, succedendo al sultano Agung, che aveva espanso il reame di Mataram sino ad includere la parte centrale ed orientale di Giava, ed alcuni stati vassalli a Sumatra e nel Borneo. I primi anni del regno di Amangkurat vennero contraddistinti da esecuzioni e massacri a danno dei nemici politici del sovrano. In risposta al fallito tentativo di colpo di stato di suo fratello Pangeran Alit, il re ordinò di massacrare i musulmani che egli credeva complici nella ribellione di Alit. Alit stesso venne ucciso nel corso di questo massacro. Nel 1659 Amangkurat sospettò che Pangeran Pekik, suo suocero e figlio del sottomesso duca di Surabaya che viveva alla corte di Mataram dalla conquista di Surabaya, stesse guidando una cospirazione contro la sua vita. Egli ordinò quindi l'uccisione di Pekik e dei suoi parenti. Questo massacro nella parte orientale di Giava creò un malumore tra Amangkurat ed i suoi sudditi nellarea e causò dei conflitti anche con suo figlio (il futuro Amangkurat II), che era anche nipote di Pekik. Negli anni successivi, Amangkurat compì numerose altre uccisioni di membri dell'aristocrazia locale che avevano perso la sua fiducia.
Raden Trunajaya (chiamato anche Trunojoyo) era discendente dei principi di Madura, ed era stato costretto a vivere alla corte reale di Mataram dopo la conquista e l'annessione di Madura da parte di Mataram nel 1624. Dopo l'esecuzione di suo padre da parte di Amangkurat I nel 1656, lasciò la corte e si spostò a Kajoran, sposando la figlia di Raden Kajoran, sovrano locale. La famiglia Kajoran era un'antica famiglia di tradizioni religiose ed era imparentata per matrimonio con la famiglia reale. Raden Kajoran era allarmato dalla brutalità del governo di Amangkurat I che aveva portato all'esecuzione di molti nobili. Nel 1670 Kajoran istituì suo genero Traunajaya al ruolo di principe della corona ed i due cementarono ancor più la loro alleanza in funzione anti-Amangkurat. Nel 1671 Trunajaya tornò a Madura, dove utilizzò il suo nuovo supporto per sconfiggere il governatore locale e tornare padrone del principato di suo padre.

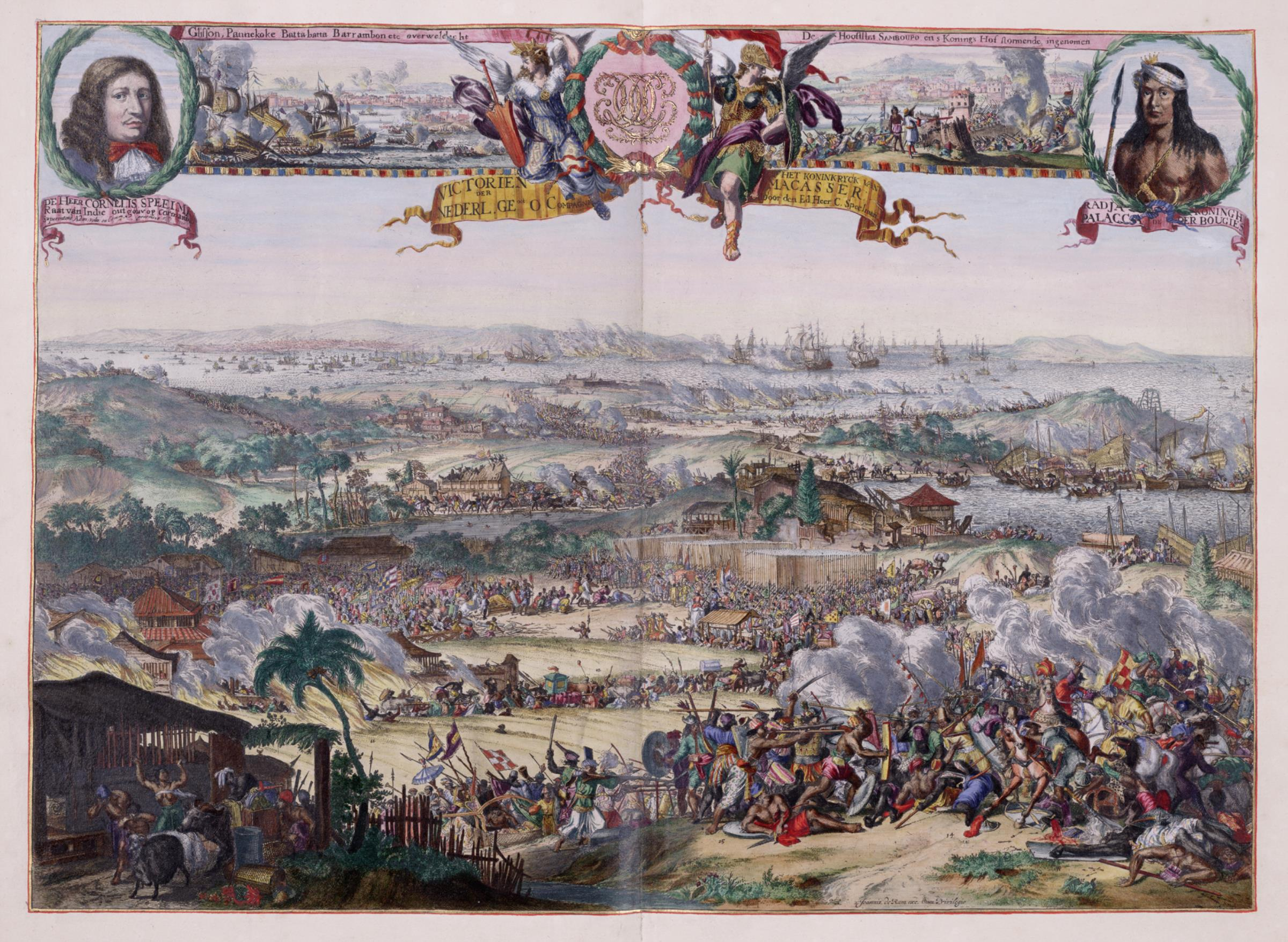
La presa di Makassar da parte degli olandesi nel 1669 causò l'emigrazione dei macassaresi a Giva, e molti di loro aderirono alla sommossa di Trunajaya.

Makassar era il principale avamposto commerciale ad est di Giava. Dopo il 1669, la Compagnia olandese delle Indie orientali conquistò il sultanato di Gowa nella guerra di Makassar, motivo per cui bande di soldati macassaresi cercarono fortuna altrove. Inizialmente, si insediarono nei territori del sultanato di Banten, ma nel 1674 ne vennero espulsi, dedicandosi quindi alla pirateria e razziando le città costiere di Giava e Nusa Tenggara. Il principe della corona di Mataram permise quindi loro di insediarsi a Demung, un villaggio ad est di Giava. Nel 1675 un'ulteriore banda di combattenti macassaresi e pirati giunse a Demung guidata da Kraeng di Galesong. Questi combattenti itineranti aderirono poi alla ribellione come alleati di Trunajaya.

## Le forze coinvolte

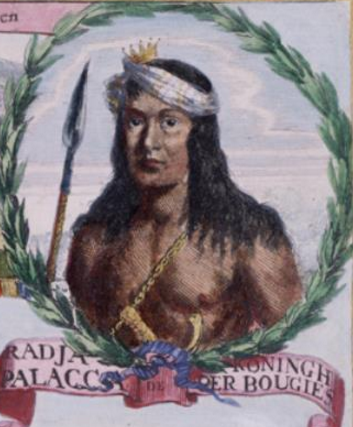
Le forze Buginesi sotto la guida del principe Arung Palakka (nell'immagine) furono alleate degli olandesi nel reprimere la ribellione.

In mancanza di un esercito stabile, il grosso delle forze di Mataram derivavano dalle forze dei vassalli del re, i quali fornivano anche armi e rifornimenti. La maggior parte degli uomini erano comunque contadini che erano stati coscritti dai signori locali (detti sikep dalem). Inoltre, l'esercito includeva un piccolo numero di soldati professionisti presi tra le guardie di palazzo. L'esercito utilizzava cannoni, fucili a pietra focaia, carabine, oltre alla cavalleria ed alle fortificazioni. Lo storico M. C. Ricklefs disse che il trasferimento della tecnologia militare europea ai giavanesi fu "virtualmente immediato". Gli europei vennero chiamati ad istruire le truppe giavanesi nel maneggiare le armi e nello sviluppo di strategie e tecniche di costruzione militari. ma, malgrado queste istruzioni, i contadini coscritti dell'esercito giavanese continuavano a mancare di adeguata disciplina e molti abbandonarono il campo di battaglia durante gli scontri. Le truppe di Mataram erano in numero "ben più grande" di quelle dei 9000 ribelli a Gegodog nel settembre del 1676, che erano in numero particolarmente ridotto dopo la caduta della capitale nel giugno del 1677, e crebbero sino a 13 000 unità durante la marcia verso la capitale di Trunajaya, Kediri, sul finire del 1678.
Gli olandesi avevano per parte loro dei soldati professionisti. Ciascun soldato olandese disponeva di una spada, fucile, cartucce, bombe fumogene e granate. La maggior parte dei soldati olandesi erano comunque di nazionalità indonesiana, con un piccolo numero di soldati e marinai di origini europee, tutti al comando di ufficiali olandesi. Sotto l'aspetto tecnologico, gli olandesi non erano superiori alla loro controparte indigena, ma avevano una miglior disciplina, un miglior allenamento ed un miglior equipaggiamento degli eserciti indonesiani. Le truppe olandesi differivano anche sotto l'aspetto logistico: le truppe marciavano seguite da una serie di carri rifornimento. Questo dava loro un importante vantaggio sulle truppe giavanesi, che spesso si trovavano a corto di rifornimenti per la mancanza di questa logistica. Le forze olandesi erano 1500 nel 1676, ma vennero poi aumentate coi loro alleati buginesi sotto la guida di Arung Palakka. Il primo contingente di 1500 buginesi giunse a Giava sul finire del 1678, ed al 1679 erano già 6000 a Giava.
Come per le altre forze in campo, l'esercito di Trunajaya e dei suoi alleati utilizzava artiglieria, cavalleria e fortificazioni. Quando gli olandesi conquistarono Surabaya strappandola a Trunajaya nel maggio del 1677, Trunajaya si portò in fuga con venti cannoni di bronzo, lasciandosi dietro 69 cannoni di ferro e 34 altri pezzi d'artiglieria in bronzo. Le forze di Trunajaya includevano giavanesi, maduresi e macassaresi. Quando i ribelli invasero Giava nel 1676, questi erano in numero di 9000. Successivamente alla ribellione si unirono altri giavanesi e maduresi, con in testa il signore di Giri, uno dei più importanti capi spirituali dell'islam su Giava, dall'inizio del 1676. Il suocero di Trunajaya, Raden Kajoran, capo della potente famiglia dei Kajoran, si unì alla rivolta dopo la vittoria di Trunajaya a Gegodog nel settembre del 1676, e lo zio di Trunajaya, il principe di Sampang (poi Cakraningrat II) si unì alle forze in rivolta dopo la caduta della capitale Mataram nel giugno del 1677.

## La campagna militare

### L'inizio degli scontri e le iniziali vittorie dei ribelli
La rivolta iniziò con una serie di raids da parte dei pirati makassaresi a Demung contro i villaggi della costa settentrionale di Giava. Il primo raid ebbe luogo nel 1674 a Gresik ma venne respinto. Trunajaya entrò in alleanza tramite un matrimonio col Kraeng di Galesong, il leader dei makassaresi, nel 1675 e pianificò ulteriori raids. In quello stesso anno, dei razziatori makassaresi-maduresi conquistarono ed incendiarono la maggior parte delle città della costa nordorientale di Giava, da Pajarakan a Surabaya e sino a Gresik. Di fronte al fallimento dei lealisti nel confronto coi ribelli, re Amangkurat I nominò un nuovo governatore militare di Jepara, la capitale provinciale della costa settentrionale, e rinforzò il villaggio. Le forze mataram marciando su Demung vennero sconfitte e l'azione combinata che compirono con la marina olandese non ebbe il successo sperato. Il Kraeng di Galesong si mosse da Madura, regno del suo alleato Trunajaya. Nel 1676 Trunajaya si autoproclamò Panembahan (signore di) Maduretna e si assicurò il supporto del sunan (signore spirituale) di Giri, presso Gresik. Una flotta olandese attaccò poi e distrusse la base dei razziatori a Demung, ma questa non agì contro Trunajaya a Madura.
Nel settembre del 1676, un esercito ribelle di 9000 uomini guidato dal Kraeng di Galesong attraversò Madura diretto a Giava e prese poi il controllo di Surabaya, la principale città ad ovest di Giava. Mataram inviò una grande forza al comando del principe ereditario (poi Amangkurat II) a scontrarsi coi ribelli. Presso Gegodog, ad est di Tuban, si ebbe uno scontro nel 1676, dove le forze mataram, in numero maggiore del nemico, vennero completamente sconfitte. L'esercito lealista venne distrutto, lo zio del re Pangeran Purbaya venne ucciso ed il principe ereditario dovette fuggire a Mataram. Il principe venne accusato della sconfitta per aver atteso troppo prima di attaccare i ribelli. Inoltre, vi erano dei pettegolezzi secondo i quali egli sarebbe stato in combutta col nemico, ed in particolare col suo ex protetto, Trunajaya. Nei mesi successivi la vittoria di Gegodog, i ribelli presero facilmente diversi villaggi a nord di Giava da Surabaya ad ovest verso Cirebon, inclusi i villaggi di Kudus e Demak. I villaggi caddero velocemente, in parte perché le loro fortificazioni erano già state distrutte durante la conquista del sultano Agung cinquant'anni prima. Solo Jepara riuscì a resistere alla cattura, per la presenza di forze combinate inviate dal nuovo governatore olandese appena in tempo per lo scontro. La ribellione si diffuse anche nell'entroterra quando Raden Kajoran, il potente suocero di Trunajaya con base ad est della capitale Matarm, aderì alla rivolta. Le forze unite di Kajoran e di Trunajaya marciarono sulla capitale, ma vennero respinte dalle forze realiste.

### L'intervento olandese e la caduta della capitale Mataram

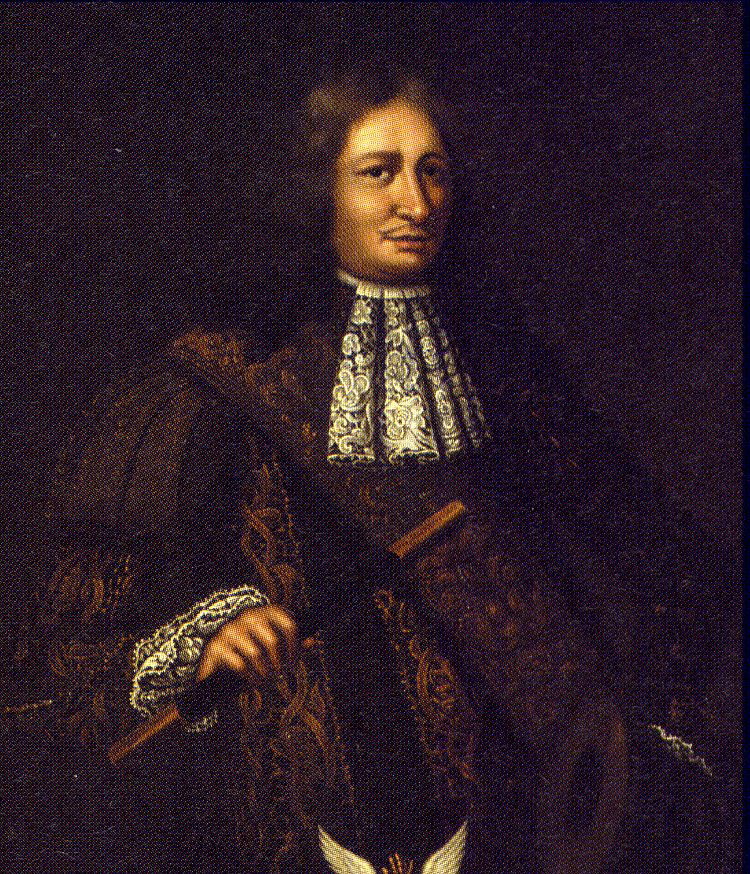
Cornelis Speelman, che guidò le forze olandesi nella guerra del 1677, divenendo in seguito governatore generale della Compagnia olandese delle Indie orientali

In risposta alla richiesta di intervento di Mataram, la Compagnia olandese delle Indie orientali inviò una grande flotta con a bordo uomini indonesiani ed europei al comando dell'ammiraglio Cornelis Speelman. Nell'aprile del 1677 la flotta salpò verso Surabaya, dove Trunajaya aveva la propria base. Dopo il fallimento dei negoziati, le forze di Speelman invasero Surabaya e la catturarono dopo duri combattimenti. Le truppe procedettero ad epurare tutti i ribelli dall'area attorno alla città e catturarono poi Madura, isola natia di Trunajaya, ponendo in rovina anche il suo palazzo. Trunajaya lasciò Surabaya e stabilì la sua capitale a Kediri.
Sebbene i ribelli fossero stati sconfitti a Surabaya, le loro forze erano ancora impegnate nella lotta nell'entroterra di Giava con notevole successo. La campagna dei ribelli culminò nella caduta della capitale, Plered, nel giugno del 1677. Il re era malato e la mancanza di fiducia reciproca dei principi reali impedì l'organizzazione di una vera e propria resistenza. Il re si spostò ad ovest con il princip ereditario e la sua corte, permettendo così ai ribelli di entrare e saccheggiare la capitale senza eccessivi spargimenti di sangue. I ribelli si ritirarono quindi a Kediri, portando con loro il tesoro reale.

### L'ascesa di Amangkurat II e l'alleanza con gli olandesi

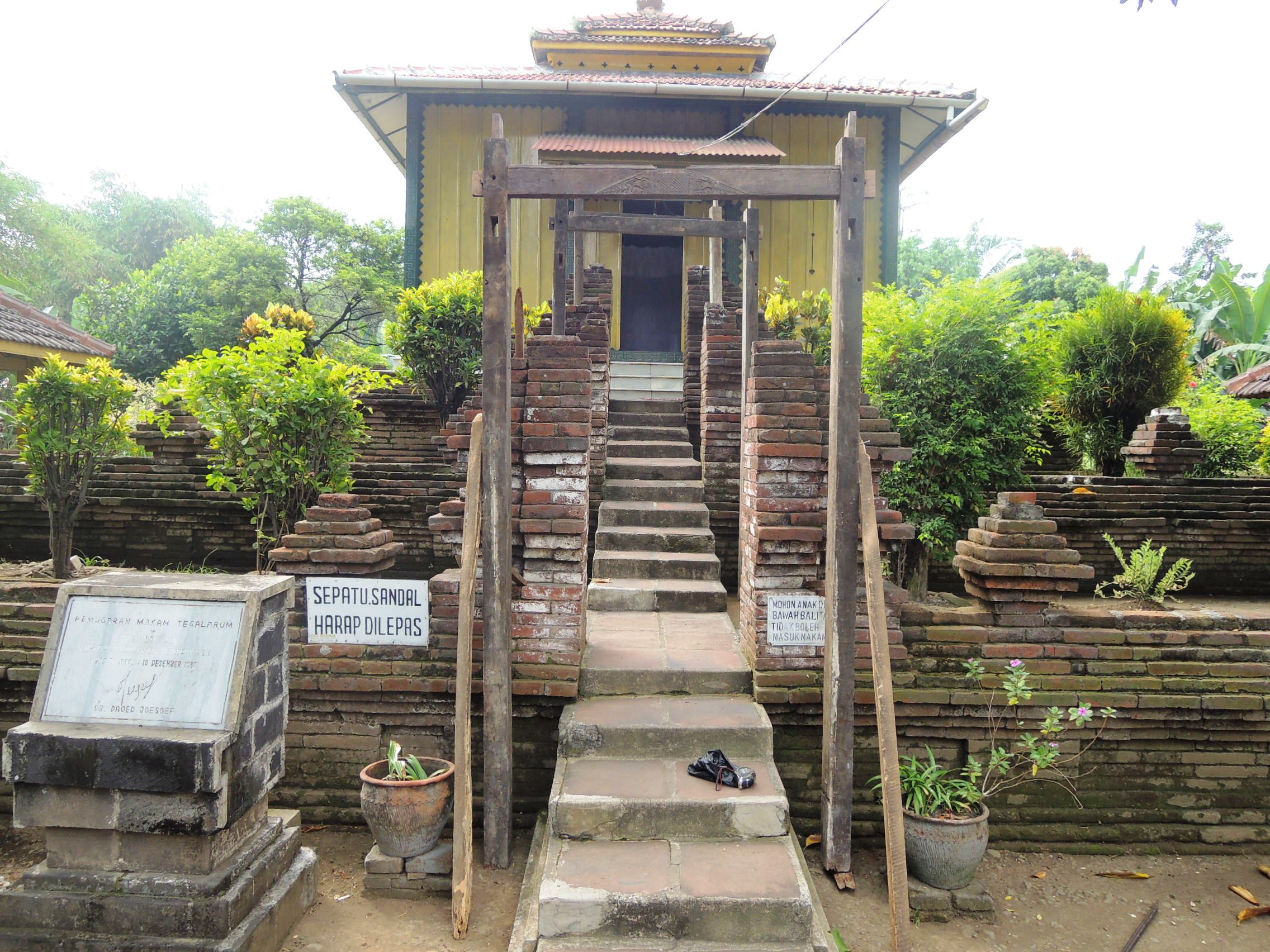
La tomba did Amangkurat I nel complesso di Tegal Arum, Reggenza di Tegal, Giava centrale.

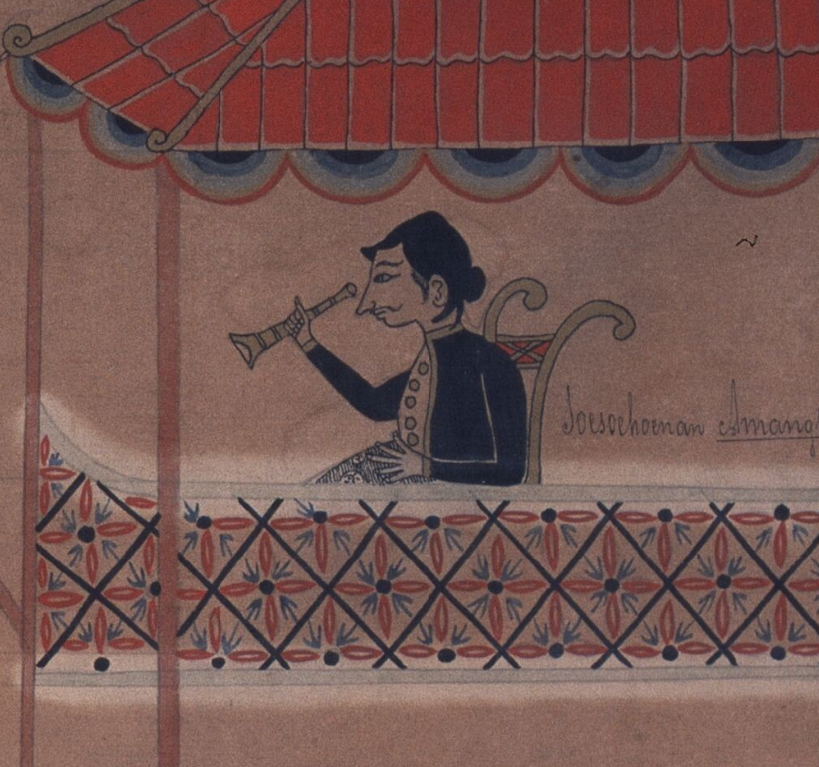
Amangkurat II, re di Mataram dal 1677, in un dipinto tradizionale giavanese.

Re Amangkurat I morì durante la ritirata verso la città di Tegal nel luglio del 1677. Il principe ereditario succedette a suo padre e prese il nome di Amangkurat II, venendo accettato dall'aristocrazia giavanese di Tegal (città natale di sua nonna) come pure dagli olandesi. Ad ogni modo, egli non riuscì a far valere la propria autorità nella vicina città di Cirebon, il cui governatore decise di dichiarare l'indipendenza della città da Mataram col supporto del sultanato di Banten. Inoltre, suo fratello minore Pangeran Puger (poi Pakubuwana I) prese possesso della capitale in rovina, rifiutando l'ingresso alle truppe lealiste di Amangkurat II, ed autoproclamandosi re col titolo di Ingalaga Mataram.
Senza un esercito e senza denaro, il nuovo sovrano non era in grado di far valere i propri diritti e pertanto Amangkurat II decise di allearsi con gli olandesi della Compagnia delle Indie orientali. A questo punto l'ammiraglio Speelman si trovava a Jepara, salpando poi alla volta di Surabaya dopo aver saputo della caduta della capitale. Le sue forze avevano recuperato alcune importanti cità della parte centrale di Giava, incluse Semarang, Demak, Kudus e Pati. Amangkurat II mosse in direzione di Jepara a bordo di una nave olandese nel settembre del 1677. Il re aveva accolto le richieste degli olandesi in cambio di venire restaurato al proprio trono. Egli promise agli olandesi le rendite di tutti i porti della costa settentrionale in cambio di questo aiuto. Le alture di Priangan e Semarang sarebbero pure state cedute agli olandesi. Il re si accordò inoltre per riconoscere la giurisdizione dei tribunali olandesi su tutti i suoi domini. Lo storico olandese H. J. de Graaf ha commentato come, approvando tali decisioni a proprio vantaggio, la Compagnia olandese delle Indie orientali avesse compiuto una "speculazione azzardata" dal momento che era incerto che il loro alleato potesse riprendere il trono legittimamente.
Le forze olandesi–mataram facevano però ben pochi progressi contro le forze ribelli. Con l'inizio del 1678 il loro controllo era limitato a diverse città ma tutte nell'area della costa settentrionale dell'isola. Nel 1679 Speelman divenne direttore generale della Compagnia olandese delle Indie orientali, rimpiazzando Rijcklof van Goens che divenne governatore generale (Speelman lo divenne nel 1681). Il suo comando a Jepara venne ceduto a Anthonio Hurdt, che giunse in loco nel giugno del 1678.

### Vittorie lealiste e morte di Trunajaya

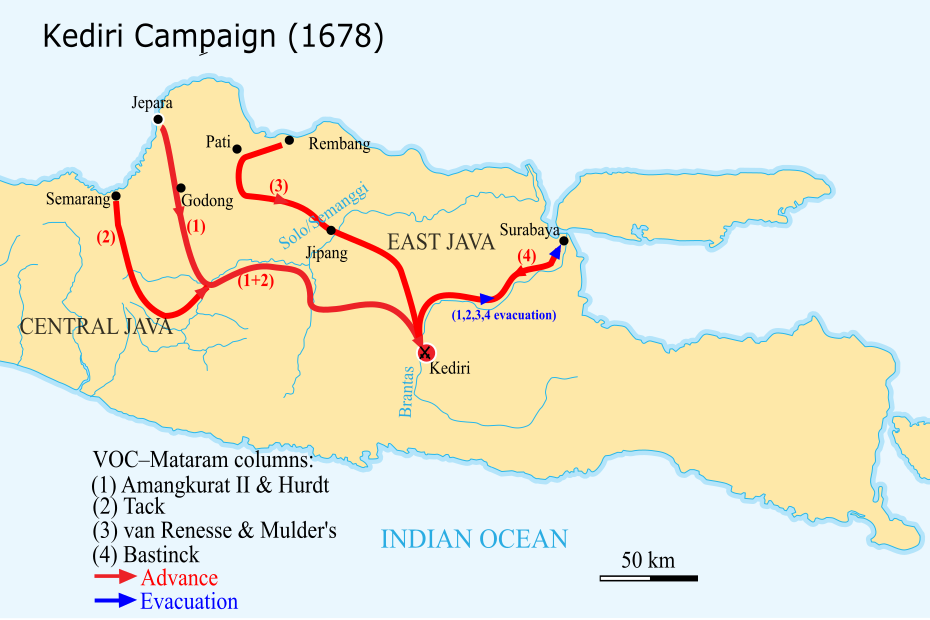
La campagna militare olandese-mataram per prendere la capitale di Trunajaya, Kediri.

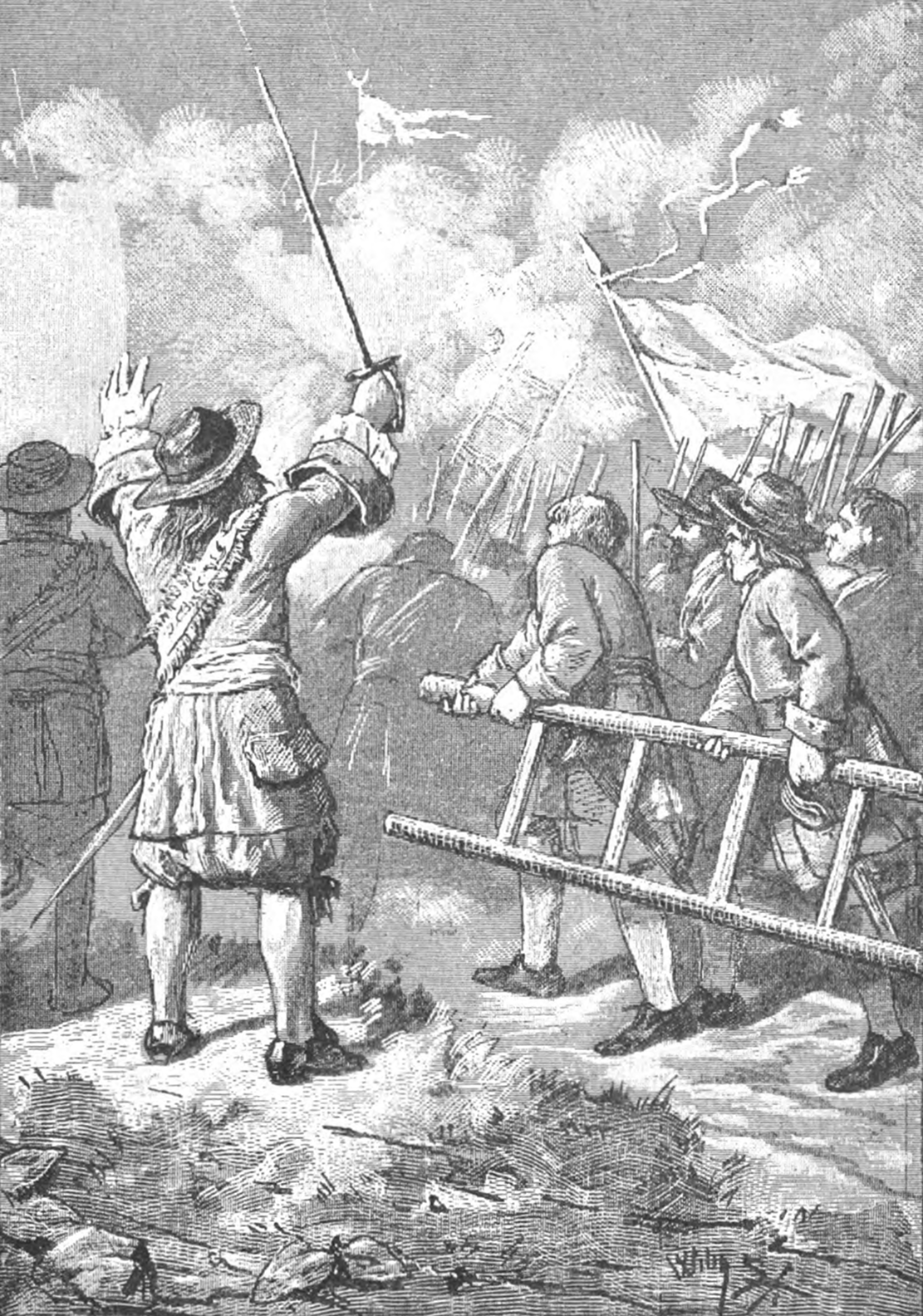
Truppe olandesi invadono la capitale di Trunajaya, Kediri, nel 1678. Illustrazione per una favola olandese del 1890.

Le forze olandesi e mataram marciarono nell'entroterra contro Kediri nel settembre del 1678. A seguito di una proposta del sovrano, le truppe vennero divise in tre gruppi di modo da poter spaziare maggiormente. L'idea del re funzionò e la campagna procedette più speditamente con l'unione anche di alcune bande locali, in gran parte per il desiderio di fare bottino. Kediri venne presa il 25 novembre con un assalto guidato dal capitano François Tack. Le truppe vittoriose procedettero quindi alla volta di Surabaya, la più grande città ad est di Giava, dove Amangkurat stabilì la sua corte. Altrove, i ribelli vennero sconfitti allo stesso modo. Nel settembre del 1679, delle forze combinate olandesi, giavanesi e buginesi al comando di Sindu Reja e Jan Albert Sloot sconfissero Raden Kajoran nella battaglia di Mlambang, presso Pajang. Kajoran si arrese ma venne giustiziato per ordine di Sloot. A novembre, le forze alleate olandesi e buginesi al comando di Arung Palakka riuscirono ad espellere i makassaresi dalla fortezza di Keper, ad est di Giava. Nell'aprile del 1680, dopo quella che gli olandesi considerarono la loro battaglia più dura nella guerra in corso, il ribelle signore di Giri venne sconfitto e quasi tutta la sua famiglia venne giustiziata, attirandosi nel contempo l'appoggio di altri giavanesi.
Dopo la caduta della sua fortezza di Kediri, Trunajaya tentò di fuggire verso i monti ad est di Giava. Le forze olandesi e lealiste diedero la caccia a Trunajaya, il quale, isolato e senza cibo, decise infine di arrendersi agli olandesi il 26 dicembre 1679. Inizialmente, venne trattato come un prigioniero di riguardo dal comandante olandese. Ad ogni modo, durante la visita cerimoniale alla residenza di Payak il 2 gennaio 1680, venne colpito a morte personalmente da Amangkurat II, e finito poi dai cortigiani. Il re difese questa uccisione di un prigioniero degli olandesi dicendo che Trunajaya aveva tentato di ucciderlo. Gli olandesi, non convinti di queste spiegazioni, ad ogni modo si trovavano in una posizione tale da non poter agire contro il re. La storia della morte di Trunajaya venne celebrata nel corso del XIX secolo dalla letteratura giavanese.

### La fine della ribellione di Pangeran Puger
Oltre alle forze di Trunajaya, Amangkurat II continuò a combattere contro quelle di suo fratello Pangeran Puger, il quale aveva preso possesso dell'antica capitale di Plered e si era autoproclamato sovrano nel 1677. Prima della sconfitta di Trunajaya, le forze di Amangkurat non si erano occupate di lui per esplicita volontà del sovrano- Dopo la sconfitta di Trunajaya, ad ogni modo, Amangkurat II ancora non era riuscito a convincere il fratello a sottomettersi al suo governo. Nel settembre del 1680 Amangkurat II eresse una nuova capitale a Kartasura. A novembre di quello stesso anno, Amangkurat e le forze olandesi scacciarono Puger da Plered. Ad ogni modo, Puger fu in grado di ricostruire velocemente le sue forze e riprese Plered nell'agosto del 1681, e fu sul punto anche di conquistare Kartasura. Nel novembre del 1681 le forze olandesi e mataram sconfissero nuovamente Puger, e questa vola riuscirono a sottometterlo, facendogli ottenere il perdono del fratello.

## Conseguenze

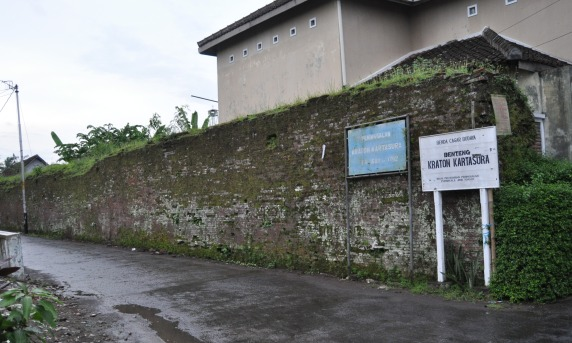
Resti della capitale di Mataram, Kartasura. Amangkurat II costruì la città e vi spostò la capitale dopo la fine della ribellione.

Amangkurat II si assicurò così il suo trono sconfiggendo i ribelli. Per la cattura e le successive distruzioni operate in loco dai ribelli, la capitale di Plered era ridotta a un cumulo di macerie e pertanto egli diede l'ordine di erigere una nuova capitale, Kartasura, nel distretto di Pajang, spostandovi la corte. Un forte olandese venne costruito presso la capitale, vicino alla residenza del re, per difendere la città da possibili invasioni. Ovviamente il mantenimento di Amangkurat II sul trono concesse agli olandesi la maggior parte delle loro richieste. Ad ogni modo, nel 1680 questa politica di sostegno al sultanato locale iniziò a divenire molto dispendiosa per la compagnia olandese e con esso iniziò il declino finanziario dell'organizzazione medesima. I pagamenti promessi da Amangkurat non vennero rispettati e dal 1682 il debito del re nei confronti degli olandesi eccedeva il 1 500 000 di reals, ovver cinque volte l'ammontare totale del tesoro reale. La cessione di Semarang venne ritardata dalle dispute, e altri contratti vennero regolarmente ignorati dagli ufficiali giavanesi locali. Successivamente, si sviluppò a corte una fazione anti-olandese e un membro di questo stesso movimento, Nerangkusuma, divenne addirittura patih (primo ministro) dal 1682 al 1686. Le relazioni sempre peggiori tra Mataram e gli olandesi continuarono a imperniarsi su Surapati, nemica degli olandesi, nel 1684, e per la morte sospetta del capitano olandese François Tack alla corte dei Mataram nel 1686.
Il fratello del re, Pangeran Puger, che aveva tentato di reclamare per sé il trono durante la rivolta di Trunajaya, venne perdonato dal re. Ad ogni modo, dopo la morte del sovrano nel 1703 e l'ascesa di suo figlio Amangkurat III, Puger reclamò nuovamente il trono per sé. Le pretese di Puger vennero questa volta supportate dagli olandesi e questo portò allo scoppio della prima guerra di successione giavanese (1704–1708). Puger ottenne infine il trono col nome di Pakubuwana I ed Amangkurat III venne esiliato a Ceylon.